# Federico Cervelli

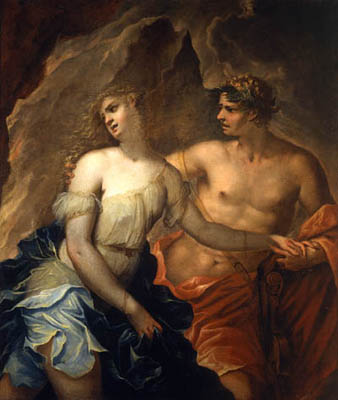
Orfeo y Eurídice, Venecia, Museo Querini Stampalia.

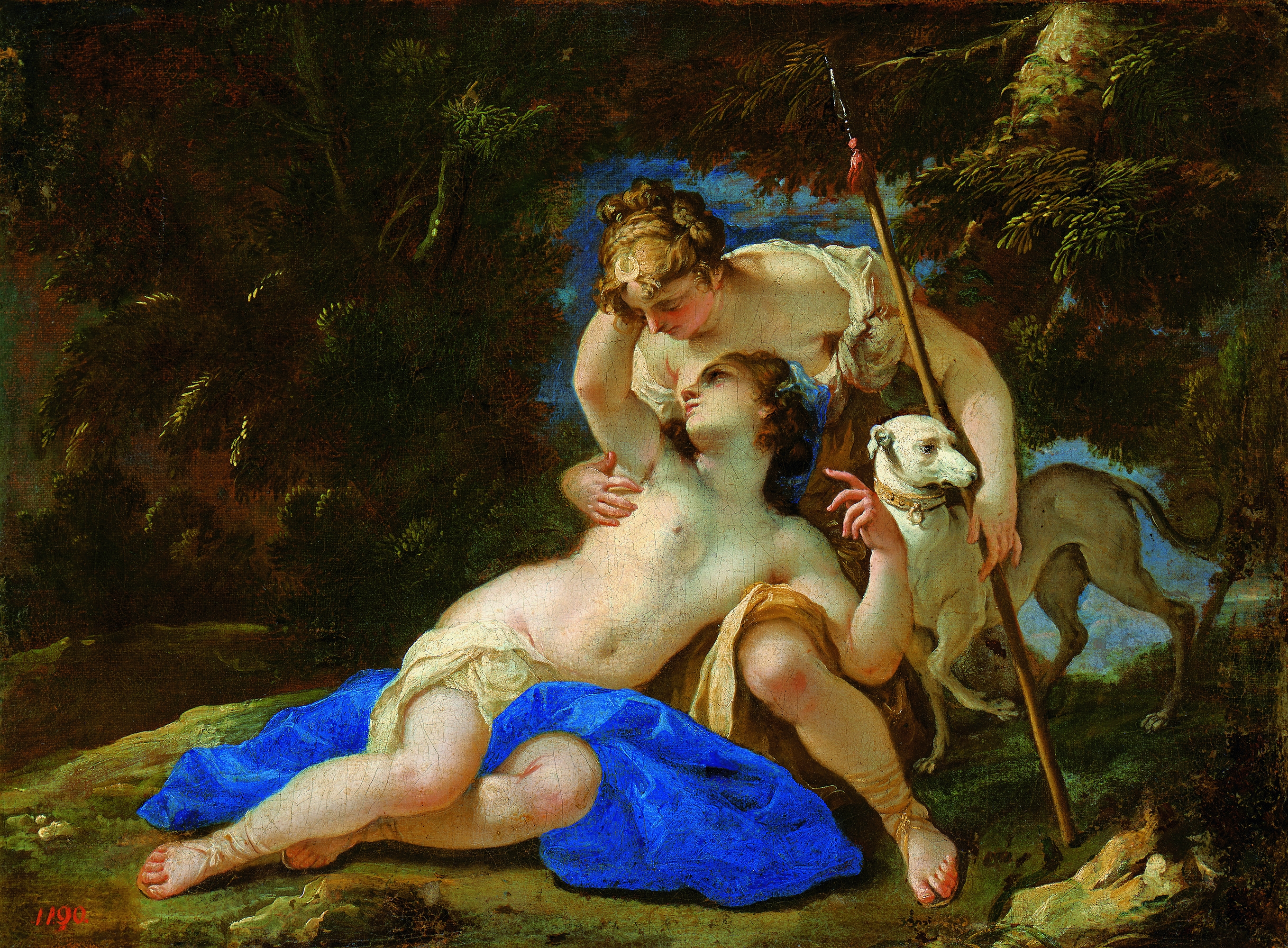
Diana y Calisto. Museo Nacional de Varsovia.

Federico Cervelli (Milán, 1642-Venecia, antes de septiembre de 1696) fue un pintor barroco italiano que cultivó tanto la pintura al óleo como al fresco.
Nacido en Milán, fue bautizado el 20 de octubre de 1642 en la parroquia de Santo Stefano. Se trasladó a Venecia con alrededor de veinte, según declaraba él mismo en 1674. Después de una formación artística y cultural no definida, se trasladó a Venecia, donde se conoce su actividad desde 1668. El ambiente veneciano aumentó su tendencia barroca presetecentista gracias a una primera colaboración con Pietro Ricchi (il Lucchese) y posteriormente con Pietro Liberi, de quien aprendió el tratamiento de los colores, como en la Primera comunión de San Luis en el ábside de Santa Maria della Salute en Este.
En Venecia abrió un taller, donde, en 1671, entró como aprendiz Sebastiano Ricci. Es precisamente la enseñanza de la pintura lo que le ha granjeado mayor fama póstuma, aunque en vida gozó de elevado reconocimiento. Mal conocidos sus primeros años, hay noticia de una Magdalena pintada en 1668. De lo conservado, la primera pintura documentada y fechada es un Sacrificio de Noé (1678) conservado en Santa María la Mayor, en Bérgamo, al estilo veneciano, donde al típico claroscuro se le unen los elementos naturalísticos de Luca Giordano y las ideas vitalistas de Sebastiano Mazzoni. Un conjunto significativo de su producción, aunque no fechado, se localiza en el museo de la Fondazione Querini Stampalia de Venecia, formado por cinco pinturas de asunto mitológico, de los que la Apoteosis de Adonis está firmado. En 1956 se le atribuyeron una Matanza de los inocentes en San Giorgio Maggiore en Venecia, y un Martirio de san Teodoro, procedente de la Scuola Grande di San Teodoro.
En septiembre de 1696 Lucietta Perigliani se dirigía a los magistrados diciéndose ya viuda de Federico Cervelli.